# Francis Escudero
Francis Joseph Guevara Escudero, znany również jako Chiz Escudero (ur. 10 października 1969 w Manili) – filipiński polityk, członek Izby Reprezentantów w latach 1998-2007, senator od 2007.

## Edukacja i życie prywatne
Francis Escudero urodził się w 1969 jako trzecie dziecko dawnego sekretarza rolnictwa Salvadora Escudero. Jego matka była nauczycielką. Ojciec w 2007 został wybrany do Izby Reprezentantów (izba niższa filipińskiego parlamentu), obsadzając mandat zajmowany wcześniej przez syna. Escudero jest żonaty z aktorką i piosenkarką, Elizabeth Flores. Ma dwoje dzieci, bliźniaków urodzonych w 2007.
W 1988 ukończył nauki polityczne, a w 1993 prawo na Uniwersytecie Filipińskim (University of the Phillippines). W 1996 ukończył prawo międzynarodowe na Georgetown University w Waszyngtonie. W latach 1992–1993 był przewodniczącym Stowarzyszenia Studentów Prawa Filipin.

## Kariera polityczna
Po ukończeniu studiów rozpoczął pracę jako prawnik w kilku kancelariach. Od 1996 do 1998 wykładał prawo na Uniwersytecie Filipińskim. Od maja do sierpnia 2000 prowadził swój własny program w telewizji RPN 9.
Działalność polityczną rozpoczynał w latach 80. XX w., angażując się w kampanie polityczne swojego ojca. W życie polityczne zaangażował się w pełni po zakończeniu studiów. W czasie wyborów w 1998 został wybrany w skład Izby Reprezentantów z okręgu Sorsogon. W wyborach w 2001 oraz w 2004 uzyskiwał reelekcję. Od 26 lipca 2004 do 8 czerwca 2007 pełnił funkcję lidera mniejszości parlamentarnej w Izbie Reprezentantów. W czasie kampanii prezydenckiej w 2004 był rzecznikiem prasowym kandydata opozycji Fernanda Poe Jr. W wyborach w 2007 ubiegał się o mandat senatora i po wygranej objął go 30 czerwca 2007.
W 2008 Escudero otrzymał tytuł "Young Global Leaders" podczas Światowego Forum Ekonomicznego w Davos.